# Íon hidreto de hélio
O Íon hidreto de hélio, íon hidridohélio(1+) ou helônio, é um cátion estável com a fórmula química HeH+. É um íon com carga positiva formado pela reação de um próton com um átomo de hélio na fase gasosa, observada pela primeira vez em 1925. É o ácido de Brönsted mais forte conhecido, com uma afinidade de prótons de 177,8 kJ / mol. Este íon é também chamado hélio-ion hidreto molecular. É o mais simples de íons heteronucleares, e é comparável com o íon de hidrogênio molecular, H2+., mas ao contrário desse íon, entanto, tem um momento de dipolo permanente, o que torna a caracterização espectroscópica mais fácil. Atualmente, os pesquisadores acreditam que o universo inicial consistia de apenas alguns tipos de átomos e que somente aos 100.000 anos de idade o hidrogênio e o hélio se combinaram para formar a primeira molécula.

## História
Em 1925, os químicos sintetizaram HeH+ no laboratório. Nos anos 1970, os teóricos previram que a molécula pode existir hoje em dia, provavelmente formado de novo em nebulosas planetárias, nuvens de gás ejetadas pela morte de estrelas semelhantes ao Sol. Mas décadas de observações não conseguiram encontrar nenhum cátion, lançando dúvidas sobre a teoria. Finalmente, em 2019, o Observatório Estratosférico de Astronomia Infravermelha (SOFIA) anunciou que o hidreto de hélio foi localizado a cerca de 3000 anos-luz da Terra, em uma nebulosa planetária chamada NGC 7027.

## Propriedades
HeH+ não pode ser preparado em uma fase condensada, pois iria protonar qualquer ânion, molécula ou átomo em seu caminho, liberando, de forma irreversível, um próton e um átomo de He livre. Consequentemente, não se pode isolar compostos químicos contendo esse cátion, apesar de ele se revelar uma espécie química muito estável quando isolado. Mesmo um superácido tal qual o ácido fluoroantimônico (HSbF6) é protonado pelo íon hidro-hélio. No entanto, é possível estimar uma acidez hipotética aquosas usando a lei de Hess:
HeH+(g) → H+(g) + He(g) +178 kJ/mol
HeH+(aq) → HeH+(g)   +973 kJ/mol
H+(g) → H+(aq)   – 1530 kJ/mol
He(g) → He(aq)   +19 kJ/mol
HeH+(aq) → H+(aq) + He(aq) – 360 kJ/mol
A variação de Energia de dissociação de ligação é de - 360 kJ/mol é equivalente a um pKa de - 63.
O comprimento da ligação covalente em HeH+ é 0,772 Å.
Outros íons hidreto de hélio são conhecidos ou têm sido estudadas teoricamente. HeH2+, que tem sido observado através de espectroscopia de microondas, tem uma energia calculada de ligação de 6 kcal/mol, enquanto HeH3+ tem uma energia de ligação calculada de 0,1 kcal/mol.
A molécula de hidreto de hélio neutra (HeH2)não é estável no estado fundamental. No entanto, ela existe em um estado animado como um excímero, e seu espectro foi observado pela primeira vez em meados de 1980.